# Rhodesiella fedtshenkoi
Rhodesiella fedtshenkoi är en tvåvingeart som beskrevs av Nartshuk 1978. Rhodesiella fedtshenkoi ingår i släktet Rhodesiella och familjen fritflugor. Inga underarter finns listade i Catalogue of Life.